# Dolmen von Créac’h-ar-Vrenn

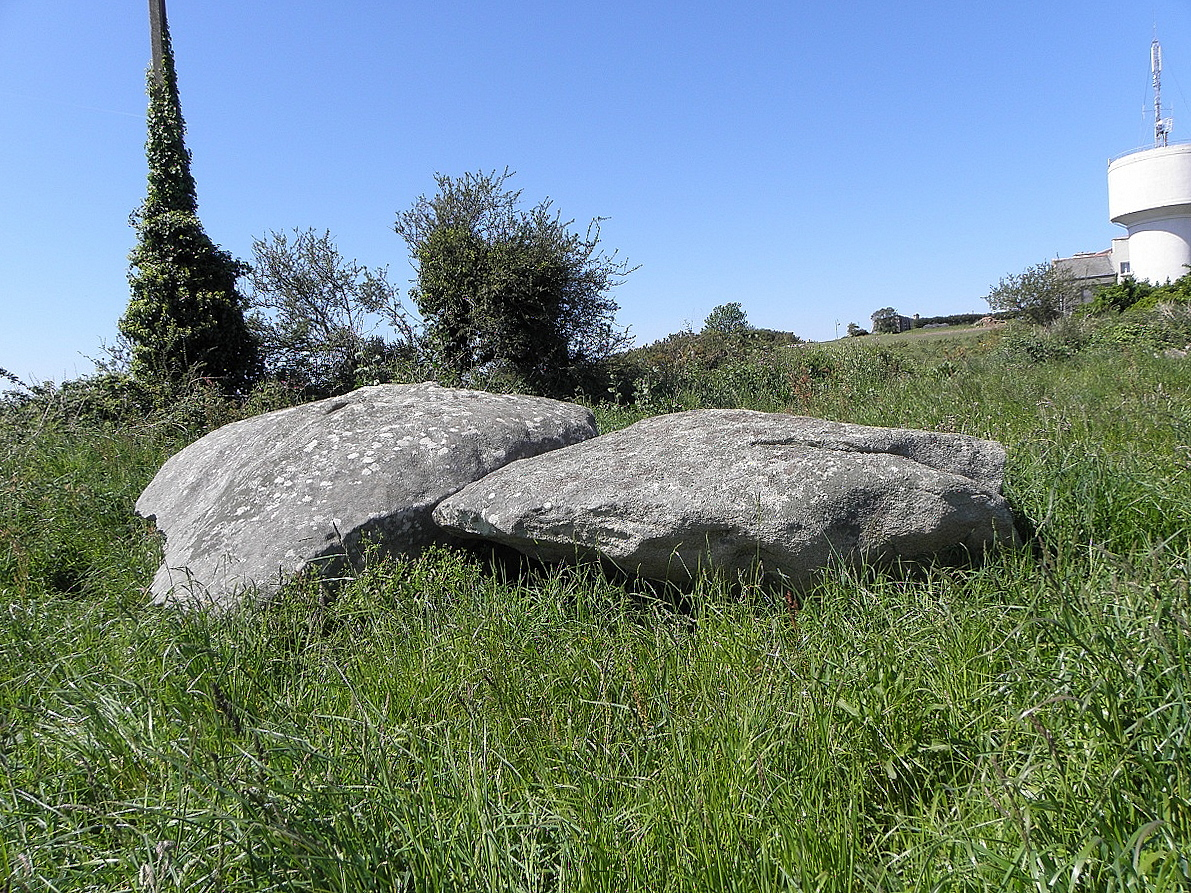
Créac’h-ar-Vrenn

Der Dolmen von Créac’h-ar-Vrenn ist eine Allée couverte östlich von Plouescat im Département Finistère in der Bretagne in Frankreich. 
Die auf einer überwachsenen Ödlandzone am Feldrand gelegene Anlage wird von zwei großen aufgewölbten Decksteinen bedeckt, die große natürliche Eintiefungen aufweisen und leicht verkippt auf einer Reihe von Tragsteinen aufliegen. Die Megalithanlage ist etwa 6,0 m lang und 2,0 Meter breit und hoch. Der Zugang liegt im Nordosten.
Unmittelbar benachbart ist der Menhir von Coulnandré. In der Nähe steht der Menhir d’Irvit.